# Grocholscy herbu Abdank
Grocholscy herbu Abdank – polski ród szlachecki wywodzący się z ziemi sandomierskiej.

## Historia
Gniazdem rodziny były wsie Grocholice i Wszechświęte. Pierwotnie członkowie rodu prawdopodobnie pieczętowali się herbem Syrokomla.
Boniecki pisał:

Grocholscy są h. Syrokomla, lecz czy to nieświadomość, czy podobieństwo herbów sprawiły, że niektórzy z nich h. Habdank używali i z tym się herbem ze szlachectwa legitymowali. Że to jedna rodzina świadczy i ta okoliczność, że jedni i drudzy dziedzicząc na Grabowie, z Grabowa się pisali.

Podobnie genezę herbu rodziny opisuje S. hr. Uruski:

Niektórzy  z  Grocholskich herbu  Syrokomla wzięli  herb  Abdank.

Najstarsze informacje o rodzinie pochodzą z około 1664 roku i mówią o rotmistrzu królewskim Andrzeju z Grabowa.